# Ерве
Ѐрве (на италиански: Erve, на западноломбардски: Valderf, Валдерф) е село и община в Северна Италия, провинция Леко, регион Ломбардия. Разположено е на 559 m надморска височина. Населението на общината е 717 души (към 2014 г.).